# Cutler, Maine
Cutler är en kommun i Washington County i delstaten Maine, USA.